# Acquacheta

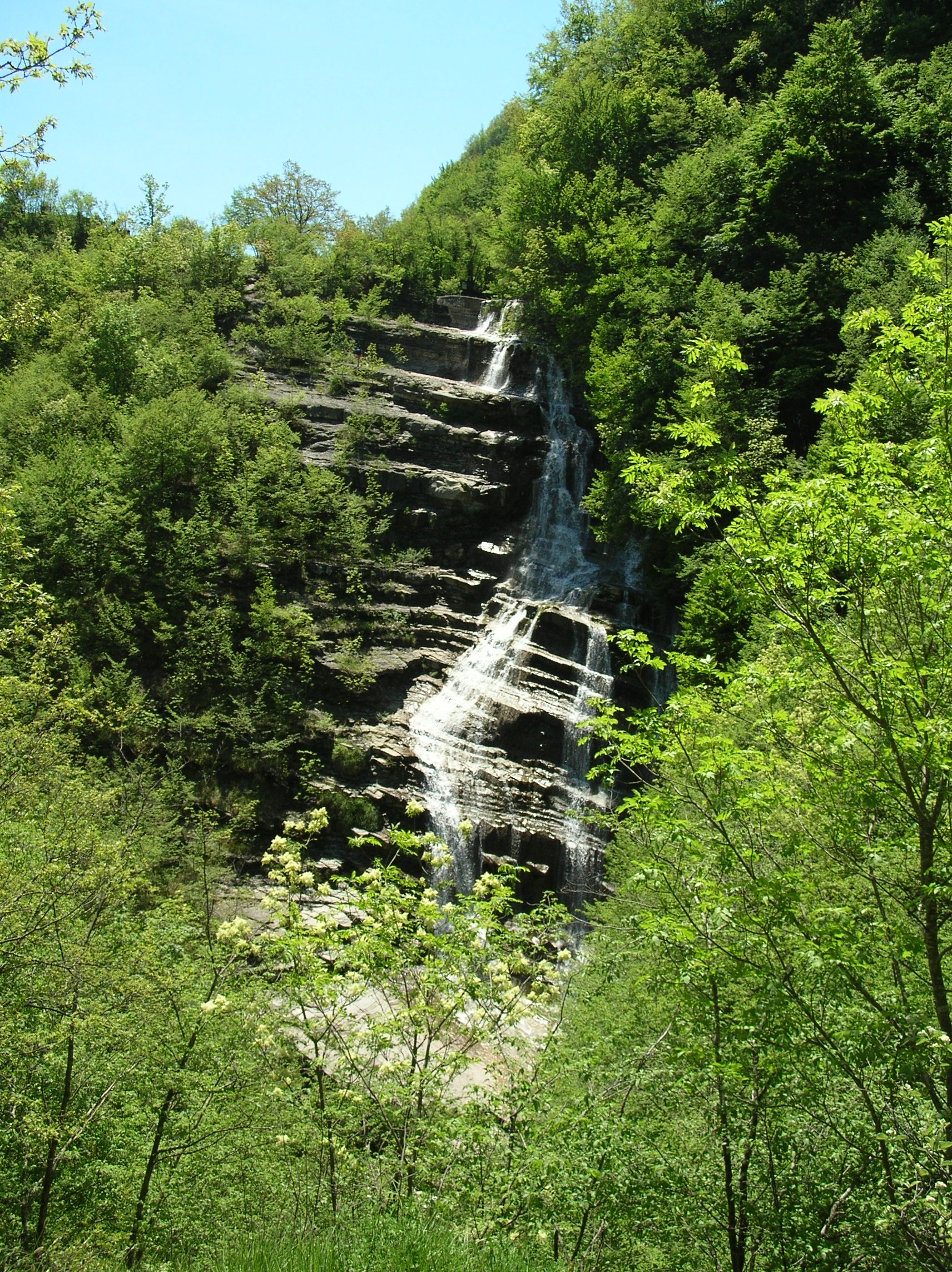
De getrapte waterval in de Acquacheta.

De Acquacheta is een beekje in Italië in de provincie Forlì-Cesena in Emilia-Romagna. Het riviertje mondt uit in de Montone en is mede bekend omdat het voorkomt in Dante Alighieri's De goddelijke komedie (Inferno, XVI, 94-102).
Het riviertje bevat een waterval waarin het water een val maakt van 70 meter en vormt daarmee een bezienswaardigheid in het Nationaal park Foreste Casentinesi, Monte Falterona, Campigna.